# Pšované

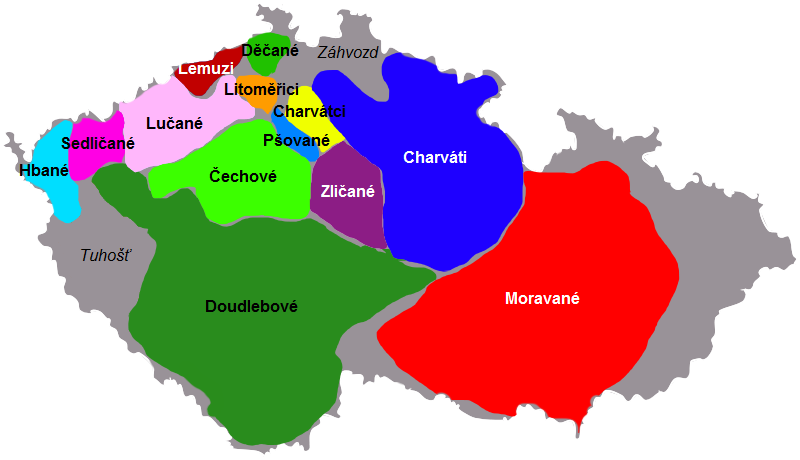
Pšované na mapě s ostatními kmeny v hranicích moderní České republiky

Pšované jsou jedním z bájných českých kmenů sídlící před vznikem přemyslovského knížectví na českém území. Pšovské knížectví mělo mít centrum na hradišti Pšov (dnešní Mělník). Podle Kristiánovy legendy byl jedním z pšovských knížat Slavibor, jehož dcerou měla být Ludmila, manželka Bořivoje. Nelze rozhodnout, nakolik jde o spolehlivou informaci, protože v jiných legendách má sv. Ludmila odlišný původ.

## Zmínky v literatuře
| „                     | Bořivoj měl též manželku jménem Ludmila, dceru Slavibora, knížete ze země slovanské, jež za starodávna slula Pšov, nyní od dnešních lidí podle hradu nedávno vystavěného Mělnickem sluje. | “ |
| — Kristiánova legenda | |   |

Také Kosmas v 15. kapitole první části své kroniky zmiňuje hrad Pšov jakožto sídlo Slavibora, otce svaté Ludmily.
August Sedláček ve svém hesle Čechy - dějiny - rozdělení Čech kmenové a krajské Ottova slovníku naučném píše:
| „                 | Pšované nazývali se podlé hradu Pšova (Mělníka) a říčky Pšovky. Od Čechů dělilo je Labe, ale k severu roztáhli se daleko až ke hvozdu, t. j. k Mimoni, a odtud do údolí Jablonského. Také podkrají Jizery patřilo k jejich zemi, neb tu postavil Boleslav Lítý, kníže jejich, hrad Boleslav (Starou) a snad i Boleslav druhou (Mladou). | “ |
| — August Sedláček | |   |